# 81-во средно училище „Виктор Юго“
81 средно училище „Виктор Юго“ в София се намира в жилищен комплекс „Младост“.
Открито е през учебната 1981/1982 година с добра материална база – нова сграда, спортен комплекс и парк. Първоначално обучението се осъществява само в началния и средния курс, но от 1985 година е и в горния курс на обучение и училището става средно общообразователно. През 1992 година започва прием на ученици в чуждоезикови профилирани паралелки с английски, френски и немски език руски език.

## Училищни дейности
Училището предлага многобройни възможности за развитие способностите на учениците – разработване на проекти с училища от Европейския съюз, участие в конкурси и олимпиади, театрална студия в начален и прогимназиален етап, списване на училищните вестници „Сателит“ и „Искрици“, изяви на танцовата формация „Яко, яко денс“, концерти, художествени изложби.
По време на традиционната седмица на франкофонията особен интерес предизвикват езиковите вечери, викторините, конкурсите за художествен превод, концертите.
Други учебни дейности са в сферата на спорта и туризма:
- волейболен клуб „Звезди 94“
- тенис клуб „Ретур“
- отбор по ориентиране
- баскетболен отбор „AHIL“
- футболен отбор
- ски-училище
- клуб по Спортни танци „Денс Тайм“
- СК „ИККЕН“ Клуб по Карате